# Тайфун (малый ракетный корабль)
«Тайфун» — российский многоцелевой малый ракетно-артиллерийский корабль (МРК) 3-го ранга с управляемым ракетным вооружением проекта 22800 «Каракурт», строящийся на Зеленодольском заводе имени А. М. Горького.
Спущен на воду 7 мая 2024 года.